# Paruline à cimier noir
Myiothlypis nigrocristata
Espèce
Statut de conservation UICN

 LC  : Préoccupation mineure
La Paruline à cimier noir (Myiothlypis nigrocristata, anciennement Basileuterus nigrocristatus) est une espèce de passereaux appartenant à la famille des Parulidae.

## Distribution et habitat
La paruline à cimier noir habite les lisières forestières et les fruticées dans les montagnes du Venezuela, de la Colombie, de l'Équateur et du Pérou.

Carte de répartition de l'espèce